# Gunnbjörn Ulfsson
Gunnbjörn Ulfsson ou Gunnbjörn Úlfsson, un Norvégien, serait le premier européen à avoir vu les côtes du Groenland.
À la fin du IXe siècle ou au début du Xe siècle, lors d'une traversée entre la Norvège et l'Islande, son navire a été déporté vers l'Ouest et il aperçut, depuis son navire, des petites îles le long de la côte du Groenland. Il consigna le fait, mais n'aborda pas. Ces rochers, qu'il nomma Gunnbjarnarsker (« Rochers de Gunnbjörn »), se situent probablement à proximité d'Angmagsalik.
La première personne connue à s'être rendue au Groenland après lui serait Snaebjörn Galti en 978, suivi d'Erik le Rouge, peu après.
Le plus haut sommet du Groenland, le mont Gunnbjørn, a été nommé en son honneur.